# Baza (Gerichtsbezirk)
Der Gerichtsbezirk Baza ist einer der neun Gerichtsbezirke in der spanischen Provinz Granada.
Der Bezirk umfasst 8 Gemeinden auf einer Fläche von 1.731,49 km² mit dem Hauptquartier in Baza.

## Gemeinden
| Gemeinde            | Einwohner (2024) | Fläche km² | Dichte Einw./km² | Cod INE | Postleitzahl |
| ------------------- | ---------------- | ---------- | ---------------- | ------- | ------------ |
| Baza                | 20.562           | 545,39     | 38               | 18023   | 18800        |
| Benamaurel          | 2.246            | 127,89     | 18               | 18029   | 18817        |
| Caniles             | 3.906            | 216,75     | 18               | 18039   | 18810        |
| Cortes de Baza      | 1.793            | 140,56     | 13               | 18053   | 18814, 18815 |
| Cuevas del Campo    | 1.775            | 96,61      | 18               | 18912   | 18813        |
| Cúllar              | 3.936            | 427,66     | 9                | 18056   | 18850        |
| Freila              | 922              | 74,51      | 12               | 18078   | 18812        |
| Zújar               | 2.623            | 102,12     | 26               | 18194   | 18811        |
| Gerichtsbezirk Baza | 37.763           | 1.731,49   | 22               | –       | –            |